# Thomas Brylla
Paul Thomas Brylla, född 17 juli 1944 i Örebro, död 22 november 2009 i Uppsala, var en svensk bibliotekarie, skribent och författare av deckare och ungdomsromaner.
Thomas Brylla var son till köpmannen Paul Brylla och bibliotekarien Tyra Brylla. Han kom till Uppsala 1963 där han var verksam som bibliotekarie, kulturjournalist och recensent. Han gav ut böcker för såväl vuxna som ungdomar.
Brylla gifte sig 1967 med språkforskaren Eva Brylla (1944–2015) och fick en dotter 1968.